# I figli della paura
I figli della paura è un romanzo horror pubblicato nel 1992 dallo scrittore statunitense Dan Simmons col titolo originale di Children of the Night.
L'opera ha vinto il Premio Locus nel 1993 nella categoria Premio Locus per il miglior romanzo dell'orrore e dark fantasy.

## Edizioni in italiano
- Dan Simmons, I figli della paura, traduzione di Riccardo Valla, Mondadori, Milano 1995